# Blankenberg (Meclemburgo-Pomerania Anteriore)
Blankenberg è un comune del Meclemburgo-Pomerania Anteriore, in Germania.
Appartiene al circondario di Ludwigslust-Parchim ed è amministrato dall'Amt Sternberger Seenlandschaft.